# IC 4899
IC 4899 је спирална галаксија у сазвјежђу Паун која се налази на листи објеката дубоког неба у Индекс каталогу.
Деклинација објекта је - 70° 35' 23" а ректасцензија 19h 54m 26,3s. Привидна величина (магнитуда) објекта IC 4899 износи 13,6 а фотографска магнитуда 14,5. IC 4899 је још познат и под ознакама ESO 73-15, PGC 63799.